# Marike de Klerk
Marike de Klerk (nhũ danh Willemse; 29 tháng 3 năm 1937 – 3 tháng 12  năm 2001) là Đệ nhất Phu nhân Nam Phi từ năm 1989 đến 1994, trong thời kỳ chồng bà – Tổng thống Frederik Willem de Klerk – lãnh đạo đất nước. Bà cũng là một chính trị gia thuộc Đảng Quốc gia. Vào năm 2001, Marike bị sát hại ngay tại nhà riêng ở Cape Town.

## Tiểu sử

### Đời tư

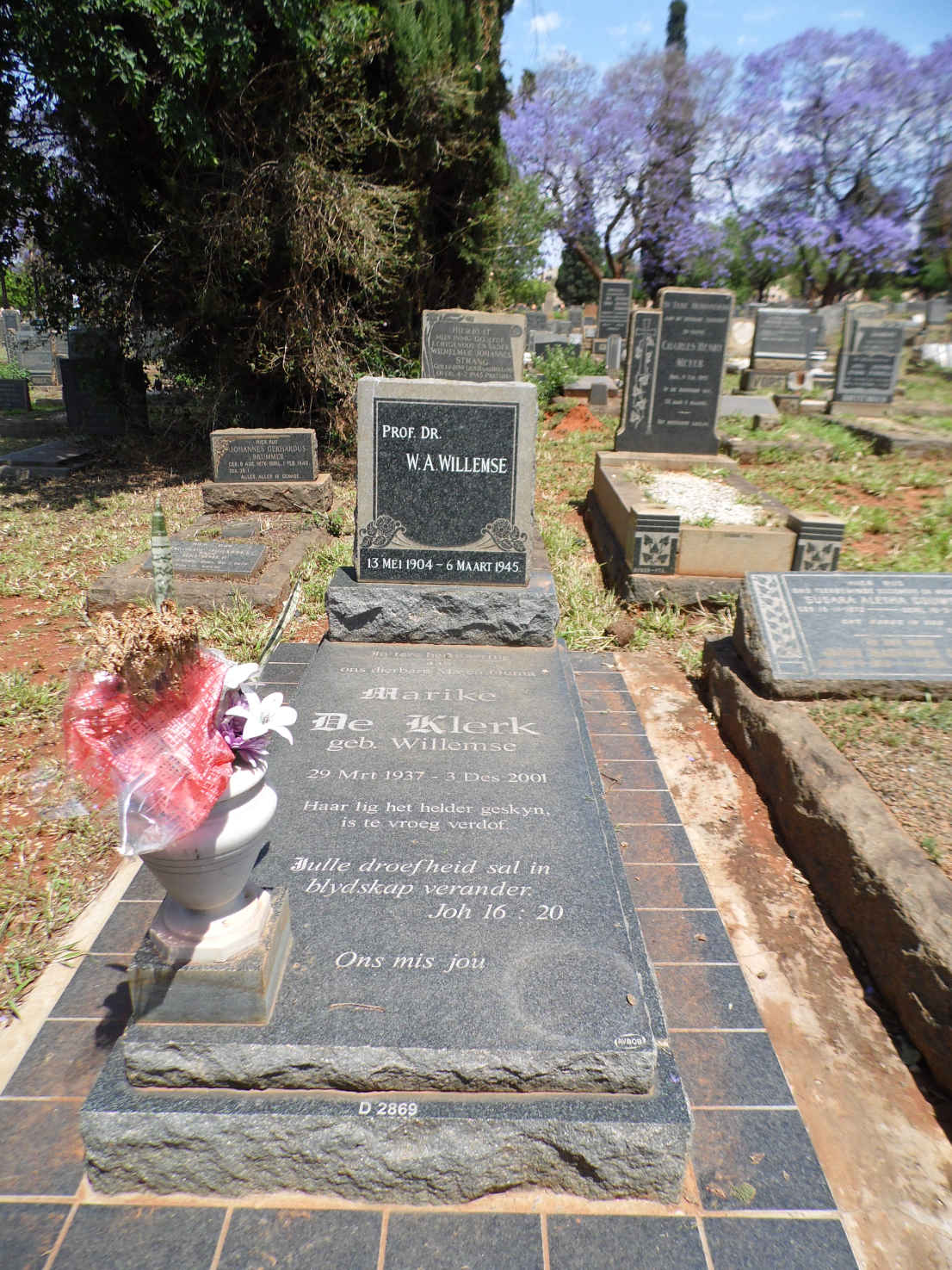
Phần mộ của Giáo sư W.A. Willemse và con gái ông, Marike de Klerk, tại Nghĩa trang phía Tây Pretoria.

Marike sinh trong một gia đình Afrikaner khá giả tại Pretoria. Cha bà, Wilhelm Willemse, là nhà tâm lý học xã hội và giảng viên tại Đại học Pretoria.
Bà gặp F. W. de Klerk lần đầu tại Đại học Potchefstroom, khi cả hai còn là sinh viên; sau này họ kết hôn và nhận nuôi ba con: Jan, Willem và Susan.
Năm 1983, Marike từng phát ngôn gây tranh cãi về cộng đồng “Coloured” tại Nam Phi, "Anh biết đấy, họ là một nhóm tiêu cực... như những người không có thân phận. Họ là những người còn sót lại sau khi các dân tộc được phân loại. Họ là phần còn lại.".
Năm 1991, Marike dính vào một vụ lùm xùm cá nhân khi báo chí Nam Phi tiết lộ rằng con trai bà, Willem, đã có mối quan hệ kéo dài 18 tháng với một phụ nữ da màu tên là Erica Adams. Erica cũng xuất thân từ một gia đình chính trị, cha cô là chính trị gia thuộc Đảng Lao động. Tờ Sunday Times giật tít: “Willem hẹn hò với Erica khiến Marike nổi giận”. Marike đã gây áp lực buộc Willem phải chấm dứt mối quan hệ khác chủng tộc này. Cuối cùng, cặp đôi hủy hôn vào năm 1992 và Willem kết hôn với một phụ nữ khác vào năm sau đó.
Trong giai đoạn chuyển tiếp sang dân chủ của Nam Phi, Marike không hài lòng với việc sắp xếp nơi ở. Ban đầu dự kiến sau cuộc bầu cử năm 1994, vợ chồng bà sẽ tiếp tục ở dinh thự Libertas, còn Nelson Mandela sẽ chuyển đến dinh Tổng thống (Presidency). Tuy nhiên, Mandela cho biết ông bị đảng ANC gây sức ép phải ở Libertas. Vì vậy, vợ chồng de Klerk buộc phải chuyển sang ở dinh Tổng thống. Nhưng sau đó, Mandela lại thông báo rằng các cộng sự cấp cao muốn dùng nơi này cho mục đích khác, khiến vợ chồng de Klerk phải dọn vào Overvaal – dinh thự cũ của chính quyền tỉnh Transvaal. Overvaal cần được sửa chữa lớn, và Marike tức giận khi Mandela đích thân kiểm tra ngôi nhà để xác định mức chi phí sửa chữa do cơ quan công trình công cộng chi trả.
F. W. de Klerk sau này chia sẻ: “Bà ấy cảm thấy vô cùng tổn thương trước những thay đổi liên tục mà bà tin là một sự cố tình làm nhục từ phía Mandela… Và nỗi nhục này là giọt nước tràn ly. Bà trở nên rất chỉ trích Mandela và không ngại bày tỏ điều đó.” Tại lễ nhậm chức của Mandela ở Pretoria, Melanie Verwoerd kể rằng Marike là người duy nhất trong khán phòng không đứng dậy khi Mandela bước vào và những người xung quanh vỗ tay chào mừng. Một nghị sĩ đã nói: “Đứng dậy đi Marike, chị bất lịch sự lắm!”, nhưng bà vẫn ngồi im và nhìn chằm chằm vào người đó.
Năm 1994, F. W. de Klerk bắt đầu ngoại tình với Elita Georgiades – vợ của một ông trùm vận tải Hy Lạp được cho là đã tài trợ tài chính cho đảng Quốc gia. Cuộc hôn nhân kéo dài 37 năm của F.W. và Marike kết thúc vào năm 1996, khi ông tuyên bố ly dị đúng vào ngày Valentine. Marike phản đối: “Nếu anh đổi ý, em sẽ tha thứ – tới 70 lần 7 cũng được.” Nhưng F.W. dứt khoát: “Anh chắc chắn rồi. Đừng hy vọng nữa.” Một tuần sau khi ly hôn, ông cưới Elita.
Năm 2000, bà tiếp tục trải qua cú sốc tình cảm khi hôn ước với doanh nhân Johan Koekemoer tan vỡ. Khi truyền thông tiết lộ Johan sắp phá sản, Marike ban đầu lên tiếng bảo vệ ông, nhưng sau đó ông này rơi vào khủng hoảng tâm lý và phải nhập viện điều trị. Những năm cuối đời, Marike phải chống chọi với trầm cảm.

### Sự nghiệp
During her husband's presidency, Marike was the leader of the National Party's women's wing. She also founded the Women's Outreach Foundation (WOF), an organisation that focused on the upliftment of rural women. In 1990 de Klerk called for women to play a more active role in the political process. In 1993, she was awarded the Woman for Peace Award in Geneva, Switzerland for promoting the well being and development of rural women.
Trong thời gian chồng làm tổng thống, Marike là lãnh đạo cánh phụ nữ của đảng Quốc gia. Bà sáng lập Quỹ Tiếp cận Phụ nữ (WOF) nhằm hỗ trợ phụ nữ nông thôn. Năm 1990, bà kêu gọi phụ nữ tham gia mạnh mẽ hơn vào chính trường. Năm 1993, bà được trao Giải Phụ nữ vì Hòa bình tại Geneva, Thụy Sĩ vì những đóng góp cho sự phát triển của phụ nữ nông thôn.
Năm 1994, bà cùng đoàn tùy tùng sang Mỹ để khảo sát các dự án giáo dục mới tại Los Angeles nhằm khuyến khích người Mỹ gốc Phi tham gia các ngành khoa học.
Quỹ WOF nhiều lần lên tiếng chỉ trích tham nhũng trong hàng ngũ lãnh đạo ANC. Đáp lại, ANC gọi bà là “một người cay cú, không chấp nhận được thực tế mình không còn là đệ nhất phu nhân.”
Năm 1998, Marike xuất bản hồi ký A Journey Through Summer and Winter, kể về cuộc hôn nhân kéo dài 39 năm với F.W. de Klerk. Cuốn sách gây xôn xao khi bị tiết lộ rằng F.W. đã kiểm duyệt một chương viết về nỗi đau của Marike khi phát hiện chồng ngoại tình. Sau đó, bà viết tiếp A Place Where the Sun Shines Again, chia sẻ lời khuyên dành cho những phụ nữ ly hôn khi đã có tuổi.

## Qua đời
Ngày 3 tháng 12 năm 2001, Marike bị sát hại tại căn hộ ở Dolphin Beach, Cape Town. Ban đầu, báo chí đưa tin bà tự sát.
Hung thủ là Luyanda Mboniswa, 21 tuổi, nhân viên bảo vệ của khu căn hộ cao cấp nơi bà ở. Hắn bóp cổ Marike đến gãy nhiều xương, khiến mạch máu trong mắt vỡ ra. Một con dao bít tết được tìm thấy đâm vào lưng bà, ngoài ra còn có nhiều vết thương ở đầu. Mboniswa được tuyên trắng án tội hiếp dâm, nhưng giám định pháp y không thể loại trừ khả năng có hành vi xâm hại.
Thời điểm phát hiện ra thi thể, F.W. de Klerk đang ở Stockholm tham dự lễ kỷ niệm 100 năm giải Nobel Hòa bình. Ông lập tức về nước và phát biểu: “Tôi vô cùng bàng hoàng và đau xót trước hoàn cảnh bi thảm dẫn đến cái chết của vợ cũ tôi, Marike.” Winnie Madikizela-Mandela đã phát biểu trong tang lễ: “Là phụ nữ, tôi thấu hiểu sự kiệt quệ cảm xúc của bà trong hành trình hỗ trợ sự nghiệp của chồng mình.” Bà Winnie chọn dự tang lễ Marike thay vì dự lễ tang của lão thành ANC Joe Modise.
Marike để lại toàn bộ tài sản trị giá khoảng 2 triệu rand cho các con.
Luyanda Mboniswa bị kết án tù chung thân. Sau 22 năm thi hành án, hắn được phóng thích theo diện ân xá.